# 地方記者・立花陽介
『地方記者 立花陽介』（ちほうきしゃ たちばなようすけ）は、1993年から2003年まで日本テレビ系「火曜サスペンス劇場」で放送されたテレビドラマシリーズ。全20回。主演は水谷豊。

## 概要
東洋新聞の記者である立花陽介は、結婚後、全国各地に置かれている地方通信局（記者が1人のみ置かれ、家族とともに居住する局舎からなる）を妻とともに転々としており、新しい赴任先で事件に遭遇するという設定である。
赴任先はサブタイトルを参照。
シリーズ当初より第18作まで脚本を担当していた岡本が2002年に死去した後も脚本家を交代して第19作以降の制作もされたが、『火曜サスペンス劇場』終了の2年前にシリーズは終了し、2004年から『事件記者・三上雄太』（全3作）へと引き継がれ、最終話でトリを取ることとなる。
第1作から第13作まではフィルム制作。
第14作よりビデオ制作。

## 登場人物

### 立花家
立花陽介
演 - 水谷豊
東洋新聞の記者。東京の本社勤務であったが、結婚と時期を同じくして伊豆下田通信局への異動を命じられる。この異動があまりにも突然であったこともあり、単身赴任することとなったが、のちに妻の久美も伊豆下田通信局に同居、以後、全国各地の地方通信局を転々とする。新聞記者らしく、コツコツと聞き込みや取材から情報を集めて事件を解決する。
立花久美
演 - 森口瑤子
陽介の妻、絵本作家で東京の出版社に勤務していた。陽介と相談して、結婚した後も仕事を続けることにしていたため、夫となった陽介の伊豆下田通信局への異動後も、東京に一人残った。しかし、第1作の事件解決後に伊豆下田通信局に移り住むことを決意し、その後、陽介の転勤とともに全国各地の地方通信局を転々とする。第3作にて懐妊するが、第4作で流産、以後の作品では陽介と2人で生活している。第16作は母親の由美が家に遊びに来る。

### その他
根岸隆一
演 - 片桐竜次
東洋新聞の記者。本社社会部勤務で陽介からの情報照会に応じている。

### ゲスト
第1作「伊豆下田通信局」（1993年）
- 福本真実（福本の娘） - 竹井みどり
- 矢部（警視庁刑事） - 伊東達広
- 修善寺虹の郷 従業員 - 阪上和子
- 勝興寺 住職 - 田武謙三
- 福本修造（水口商会港町販売店 店長） - 江角英明
- 岸（吉奈中学校 教頭） - 水村泰三
- 多木川敏之（塚本食品 開発部長） - 村松克己
- 柳田（塚本食品 常務） - 大川ひろし
- 修善寺警察署 刑事 - 岸端宏樹
- 水口健（水口商会 社長） - 高橋長英
- 塚本のぶ子（塚本食品 社長） - 佐々木すみ江（若き日：藤井佳代子）
- 井沢（修善寺警察署 刑事） - 井川比佐志

第2作「伊賀上野通信局」（1993年）
- 末吉（上野警察署 刑事） - 奥村公延
- 足立一郎（奈良文理大学 国文科教授） - 菅貫太郎
- 手島俊道（東京の呉服会社社長・桜華女子大学 理事長） - 深江章喜
- クラブのママ - 上原由恵
- 芭蕉翁生家 従業員 - 絵沢萠子
- 末吉（末吉の妻） - 阪上和子
- クラブのママ - 弥生みつき
- 小村和平（明日香の京友禅の下絵画家） - 大和田獏
- 康子（芭蕉翁生家 従業員） - 左時枝
- 足立よしみ（足立の妻・組紐の先生） - 姿晴香

第3作「釜石遠野通信局」（1994年）
- 大場邦夫（大場印刷 社長） - 山本學
- 大場より子（邦展の妻） - 杉田かおる
- 岩上（遠野南警察署 刑事） - 鶴田忍
- 東山玄次 - 有川博
- 漁師 - 樋浦勉
- 大家 - 野村昭子
- 大場邦展（大場印刷 専務・邦夫の息子） - 石田登星
- 三井義一 - 北村総一朗

第4作「青梅奥多摩通信局」（1994年）
- 小高加奈（小高の妻） - 芦川よしみ
- 料理屋 - 阪上和子
- 小高順三（小高塗装工業 社長） - 下塚誠
- 長谷とよ子（加奈の母） - 三條美紀
- 石井（青梅南警察署 係長） - 小野武彦
- 松島秀明（社長） - 内田稔
- 同窓生　-下川辰平
- 時計屋主人　-三谷昇
- 青梅南警察署刑事　-志水正義

第5作「米沢蔵王通信局」（1995年）
- 井坂栄子（紅花工房 主人） - 松本留美
- 池田（池田屋本店 社長・香田と平井の大学の同級生） - 石井愃一
- 川上（米沢南警察署 刑事） - 志水正義
- 笹野民芸館 店員 - 阪上和子
- 香田ユカリ（香田の娘・大学生） - 相川恵里
- 弘山保之（香田産業 社長秘書） - 大家仁志
- 香田新吾（香田産業 社長） - 大和田伸也
- 平井佑二（ホテル瀧波 従業員） - 下條アトム
- 松下（米沢南警察署 主任刑事） - 斎藤晴彦

第6作「鎌倉湘南通信局」（1995年）
- 鳥山（刑事） - 苅谷俊介
- 谷口えり（綾子の孫・女子大生） - 石橋けい
- スナックママ - 松井紀美江
- 鶴田俊哉 - 山路和弘
- 山野巌 - 江戸家猫八
- 鳥山（鳥山の娘） - 新穂えりか
- 谷口綾子（鎌倉彫講師） - 津島恵子
- 谷口健二（綾子の夫） - 内藤武敏

第7作「但馬城崎通信局」（1996年）
- 梶谷和雄（梶谷商事 社長） - 川地民夫
- 浦部宏（土産物屋） - 長谷川哲夫
- 西山健（元経営者） - 遠藤征慈
- 浦部（浦部の妻） - 三谷侑未
- 城崎警察署 刑事 - 志水正義
- 尾崎和子（通信局の近所の主婦） - 山下容莉枝
- 草野富子（城崎の行商人・梶谷の幼馴染） - 高田敏江
- 高田俊介（城崎警察署 刑事） - 名古屋章

第8作「会津若松通信局」（1996年）
- 野村（丸谷商事 部長・伊原の高校時代の同級生） - 中山仁
- 伊原政次郎（伊原重機 元社長） - 河原崎建三
- 滝川（会津若松南警察署 警部補） - 井川比佐志
- 山口昭子（蔵座敷美術館のボランティア・旧姓「松原」） - 赤座美代子
- 伊原の同級生 - 草薙良一、斉藤暁
- 米田（日刊会津 記者・久美の大学の同級生） - 馬野裕朗
- 伊原重機 元社員 - 矢崎文也
- 警官 - 志水正義
- 会津若松南警察署 刑事 - 若林久弥
- スナックママ - 日向明子
- 山口ミキ（昭子の娘） - 寺田玲

第9作「信州上田通信局」（1997年）
- 堀尾リエ（上田電気 営業マン・山浦の恋人） - 鳥越まり
- 佐伯六郎（食堂「勝福」店主・土屋の教え子） - 森川正太
- 内山（警視庁捜査一課 刑事） - 伊藤敏八
- 山浦浩明（司コーポレーション営業部営業三課 営業マン） - 安藤一夫
- 上田電気 社員 - 加門良
- 刑事 - 筒井巧
- 立川（立川デンキ 店主） - 市川勇
- 上田中央警察署 刑事 - 志水正義
- 益谷（司コーポレーション営業部営業三課 課長） - 平泉成
- 上田センタービル 受付 - 野々村のん
- 骨董店店主 - 犬塚弘
- 武田（上田中央警察署 刑事） - 金田明夫
- 土屋（私立上田中央高等学校 教務主任・写真部顧問） - 岡本富士太

第10作「伊豆大島通信局」（1997年）
- 宅間五郎（11年前に暴行殺人事件で逮捕された男） - 三浦浩一
- 戸田俊作（本名「戸山俊一」・永子の弟） - 渋谷哲平
- 関東新聞 記者 - 増田由紀夫
- 服役囚 - 志水正義
- 俊作の知人 - 竹本純平
- 東洋新聞 部長 - 山野史人
- 宅間（五郎の母） - 今井和子
- 戸田永子（11年前の事件の真犯人を知っているという女性） - 佳那晃子

第11作「山陰出雲通信局」（1998年）
- 芳井夕子（和菓子屋「萌芽堂」女将・高原の学生時代の恋人） - 田島令子
- 橋本里子（小料理「さとこ」女将・高原と内縁関係） - あめくみちこ
- 芳井浩（夕子の息子） - 蟹江一平
- 普門院 関係者 - 馬野裕朗
- アキ（通信局の近所の主婦） - 鷲尾真知子
- 清水（島根県警 刑事） - 志水正義
- 小豆とぎ - 前田悠衣
- 高原芳夫（陶器商） - 中原丈雄
- 相原（高原の幼馴染） - 渡辺哲
- 畑中（島根県警 刑事） - 北村総一朗
- 松本香、森下健太、成田瑞穂

第12作「飛騨高山通信局」（1998年）
- 川合百合（ひろ子の同級生） - 藤吉久美子
- 織田ひろ子（四ッ谷のバーのママ） - 須部浩美
- ホステス - ひがし由貴
- 西口（竹の子族時代とその周辺の事情通） - 岩崎ひろし
- 白井満雄（取り立て屋） - 立川三貴
- 長尾アキコ（通信局の隣人） - 立石凉子
- 川合美幸（百合の娘） - 石渡三貴
- 川合定行（名古屋の広告代理店部長・百合の夫） - 田中隆三
- 西村（飛騨警察署 刑事） - 佐藤B作
- 中帆登美、中田浄、山本与志恵、青木鉄仁

第13作「日光今市通信局」（1999年）
- 佐山広志（佐山インテリア 社長） - 竹本孝之
- 吉村萠（佐山インテリア 社員・佐山の婚約者） - 今村恵子
- 北原（日光東警察署 刑事） - 松井範雄
- 島本精一（コンビニチェーン企画課長） - 手塚秀彰
- 白石（東洋新聞 記者） - 若林久弥
- ホテル従業員 - 町田真一
- 土産物屋の主人と客 - 小鹿番、小池榮
- 日光東警察署 刑事 - 矢崎文也
- 浅川和也（新都建設 社員） - 清水章吾
- 林田弓子（佐山の生き別れの母） - 左時枝
- 植村喜八郎

第14作「阿波鳴門通信局」（1999年）
- 小田チカ（通信局の近所の主婦） - 松金よね子
- 中道俊作（占有屋・矢野藤吾の同級生） - 遠藤征慈
- 松村（ハンター愛好会の会長・矢野藤吾の旧友） - 浜田晃
- 上山宏（上山不動産 社長） - 松澤一之
- 小田ユキ（上山不動産 社員） - 笹峰愛
- 鳴門東警察署 刑事 - 大家仁志、小豆畑雅一
- 記者 - 青木鉄仁
- 矢野藤吾（昨年定年退職した元・教師） - 小笠原良知
- 矢野和子（昨年定年退職した元・教師、矢野藤吾の妻、旧姓「滝山」） - 岩本多代
- 林（鳴門東警察署 主任） - 前田吟

第15作「能登輪島通信局」（2000年）
- 平田公平（輪島西警察署 警部補） - 綿引勝彦
- 木村千代子（平田の妹・川辺の中学時代の同級生） - 平淑恵
- 川辺たき（川辺の母） - 三條美紀
- 川辺良夫（TWC 社長） - 松山政路
- 藤村浩史（川辺の元客） - 町田真一
- 川辺の元同僚 - 長谷川哲夫
- 七尾港警察署 刑事 - 丸岡奨詞
- ホームレス - 斎藤清六
- 車のレンタカー会社社員 - 福崎和広
- TWCと同じビルの社員 - 棟里佳
- 輪島西警察署 刑事 - 矢崎文也

第16作「別府国東通信局」（2000年）
- 水田秀子（主婦・風間の昔の友達） - 高田敏江
- 加納孝義（ふるさと産業館 従業員・風間の同級生） - 斎藤晴彦
- 風間孝男（詐欺師・城山小学校 出身） - 河原崎次郎
- 桑本ヒロシ（行政書士） - 藤田宗久
- 栗山誠次（詐欺師） - 浅野和之
- 東山健（「アイ・ユー・イー」重役・風間の昔の友達） - 津嘉山正種
- 由美（久美の母） - 浅茅陽子
- 向井重良（別府警察署 警部補・半年後定年） - 竜雷太
- 偉藤康次

第17作「越中高岡通信局」（2001年）
- 今野高志（今野かまぼこ店 社長・陽介の学生時代の友人） - 中西良太
- つや子（レイ子の叔母） - 岩倉高子
- 今野夕子 （高志の妻） - 棟里佳
- 佐山敏夫（ギャンブルと女遊び好き） - 木下浩之
- 石塚はな（通信局の近所の主婦） - 冨士眞奈美
- 富山県警高岡東警察署 刑事 - 井上智之
- 平山るみ（風俗嬢） - 松本智代美
- バー「加奈」従業員 - 須部浩美
- 松尾加奈（バー「加奈」ママ） - 沖直未
- 佐山レイ子（佐山の妻） - 芦川よしみ
- 角田（富山県警高岡東警察署 刑事） - 石橋蓮司

第18作「津軽弘前通信局」（2002年）
- 阿久津康彦（弘前西警察署 刑事） - 林隆三
- 福原信作（会社社長・偽名「高橋」） - 木之元亮
- 小菅雅志（出稼ぎに行って戻らない男） - ベンガル
- 篠田千秋（民謡酒場主人） - 西川峰子
- 小菅治子（雅志の母） - 今井和子
- 小菅美郷（雅志の娘・津軽三味線が上手な少女） - 坂田麻衣子
- 前川キク（通信局の近所の主婦・治子の従姉妹） - 横山通乃
- 西崎涼子（元保険外交員・偽名「田崎信子」） - 元井須美子
- 高橋（喫茶店店主・福原の高校時代の担任） - 神山繁
- 中田（福原の高校時代の同級生） - 徳井優
- バーのママ - 松井紀美江
- 東西運送 従業員 - 丸岡奨詞
- 安田（雅志に病気の妻を助けてもらった男性） - 久保幸一
- トラック運転手 - 久保酎吉

第19作「箱根小田原通信局」（2002年）
- 日比野里美（老舗旅館「日比野屋」若女将・晴義の後妻） - 美保純
- 城山孝蔵（城都興栄 社長） - 立川三貴
- 芳本啓介（老舗旅館「日比野屋」板前） - 河西健司
- 友部（小田原西警察署 刑事） - 前田淳
- 小田原西警察署 刑事 - 矢崎文也
- 森下（箱根医院の往診医） - 小鹿番
- タミコ（老舗旅館「日比野屋」仲居） - 須部浩美
- アキヨ（スナックのママ） - 桑田和美
- スナックのホステス - 小林香織
- 浦井杏子（スナック従業員） - 有沢妃呂子
- 日比野静江（老舗旅館「日比野屋」大女将・晴義の母） - 有馬稲子
- 日比野晴義（老舗旅館「日比野屋」主人・2年前死亡） - 加門良
- 岡島（里美の先夫・5年前死亡） - 吉満涼太
- 医師 - 越村公一
- みやげ物屋 - 斎藤清六
- 上原ユキエ（五代の姪・江間の婚約者） - 須磨史衣
- 大学生 - 津田三七子
- 田宮（大学教授） - 水谷貞雄
- 杏子のマンション管理人 - 小池榮
- 寄木細工職人 - 益富信孝
- 吉沢（山下警察署 刑事） - 渡辺寛二
- 遠藤直子（里美の親戚） - 小柳友貴美
- 主婦 - 吉本選江
- 城都興栄 社員 - 井上智之
- 暴力団員 - 手塚秀彰
- 日比野孝（晴義と先妻の子供・心臓病） - 広田真吾
- 岡島孝（岡島と里美の息子・5年前事故死） - 當間竣
- 江間英彦（小田原西警察署 警部補） - 永島敏行
- 五代敏男（小田原西警察署 刑事部長） - 名古屋章

第20作「佐渡両津通信局」（2003年）
- 宍倉美恵子（夫の宍倉辰男を探している） - 萩尾みどり
- 大垣正太郎（詐欺事件の容疑者） - 鶴田忍
- 小林（相川中央警察署 刑事） - 角田英介
- 漁師 - 益富信孝
- 加茂湖漁業協同組合 - 丸岡奨詞、阪上和子
- 阪本雄二（無名異焼の作家・本名「宍倉辰男」） - 新克利
- 原田（伸枝の夫） - 加門良
- 美恵子の近所 - 吉本選江
- 民宿「原田」の客 - 福田賢二
- 宍倉かおり（ツクイ運送 従業員・辰男と美恵子の娘） - 柳下季里
- 美香（民宿「原田」の客） - 茂呂真紀子
- 小関はま（通信局の近所） - 白木万理
- 原田伸枝（民宿「原田」女将） - 左時枝
- 武藤千春（相川中央警察署 警部補） - 夏八木勲

## スタッフ
- 企画 - 長富忠裕、酒井浩至
- 脚本 - 岡本克己（第1作 - 第18作）、坂田義和（第19作）、難波江由紀子（第20作）
- 音楽 - 佐藤允彦、福井峻、大谷和夫
- 監督 - 森﨑東（第1作・第2作）、吉川一義（第3作 - 第20作）
- チーフプロデューサー - 重松修（日本テレビ）、佐藤敦（日本テレビ）、増田一穂（日本テレビ）
- プロデューサー - 長富忠裕（日本テレビ）、杉山邦彦（日本テレビ）、赤司学文（近代映画協会）、石川好弘（近代映画協会）
- 撮影 - 東原三郎、原一民、藤本茂
- 照明 - 粟木原毅、大石弘一
- 美術 - 福留八郎、落合亮司
- 録音 - 金子義男、遠藤和生
- 編集 - 渡辺行夫、只野信也
- MA - 梅林一夫
- 選曲 - 山川繁
- 効果 - 渡部健一（東洋音響カモメ）、丹雄二（サウンドボックス）、船橋利一
- 現像 - 東京現像所
- 整音 - TOHO SOUND CREATIVE STUDIO
- 制作・著作 - 近代映画協会（第1作 - 第4作）、オセロット（第5作 - ）
- 制作 - 日本テレビ

## 放送日程
| 話数 | 放送日         | サブタイトル     | 脚本         | 監督     | 視聴率 | テーマ曲             |
| ---- | -------------- | ---------------- | ------------ | -------- | ------ | -------------------- |
| 1    | 1993年05月25日 | 伊豆下田通信局   | 岡本克己     | 森崎東   | 18.4%  | 愛という名の勇気     |
| 2    | 10月19日       | 伊賀上野通信局   | 岡本克己     | 森崎東   | 19.9%  | 遥かな時を越えて     |
| 3    | 1994年05月24日 | 釜石遠野通信局   | 岡本克己     | 吉川一義 | 21.9%  | 名前のない愛でもいい |
| 4    | 9月27日        | 青梅奥多摩通信局 | 岡本克己     | 吉川一義 | 19.3%  | 名前のない愛でもいい |
| 5    | 1995年03月21日 | 米沢蔵王通信局   | 岡本克己     | 吉川一義 | 17.6%  | Day by day           |
| 6    | 8月15日        | 鎌倉湘南通信局   | 岡本克己     | 吉川一義 | 17.5%  | Day by day           |
| 7    | 1996年03月19日 | 但馬城崎通信局   | 岡本克己     | 吉川一義 | 19.4%  | Day by day           |
| 8    | 9月10日        | 会津若松通信局   | 岡本克己     | 吉川一義 | 21.5%  | ごめんね…            |
| 9    | 1997年06月03日 | 信州上田通信局   | 岡本克己     | 吉川一義 | 21.1%  | バラード             |
| 10   | 12月23日       | 伊豆大島通信局   | 岡本克己     | 吉川一義 | 14.4%  | バラード             |
| 11   | 1998年06月09日 | 山陰出雲通信局   | 岡本克己     | 吉川一義 | 18.6%  | 横顔                 |
| 12   | 12月15日       | 飛騨高山通信局   | 岡本克己     | 吉川一義 | 18.3%  | 体温                 |
| 13   | 1999年05月25日 | 日光今市通信局   | 岡本克己     | 吉川一義 | 18.1%  | 哀しい人             |
| 14   | 12月21日       | 阿波鳴門通信局   | 岡本克己     | 吉川一義 | 19.5%  | 哀しい人             |
| 15   | 2000年06月13日 | 能登輪島通信局   | 岡本克己     | 吉川一義 | 18.4%  | 幸せのかたち         |
| 16   | 12月26日       | 別府国東通信局   | 岡本克己     | 吉川一義 | 15.7%  | 深紅の花             |
| 17   | 2001年05月22日 | 越中高岡通信局   | 岡本克己     | 吉川一義 | 18.7%  | 深紅の花             |
| 18   | 2002年04月23日 | 津軽弘前通信局   | 岡本克己     | 吉川一義 | 20.0%  | Tears in Crystal     |
| 19   | 9月24日        | 箱根小田原通信局 | 坂田義和     | 吉川一義 | 12.4%  | 出逢い               |
| 20   | 2003年04月22日 | 佐渡両津通信局   | 難波江由紀子 | 吉川一義 | 17.7%  | 出逢い               |

- 視聴率はビデオリサーチ調べ、関東地区・世帯